# Internationales Dixieland Festival Dresden

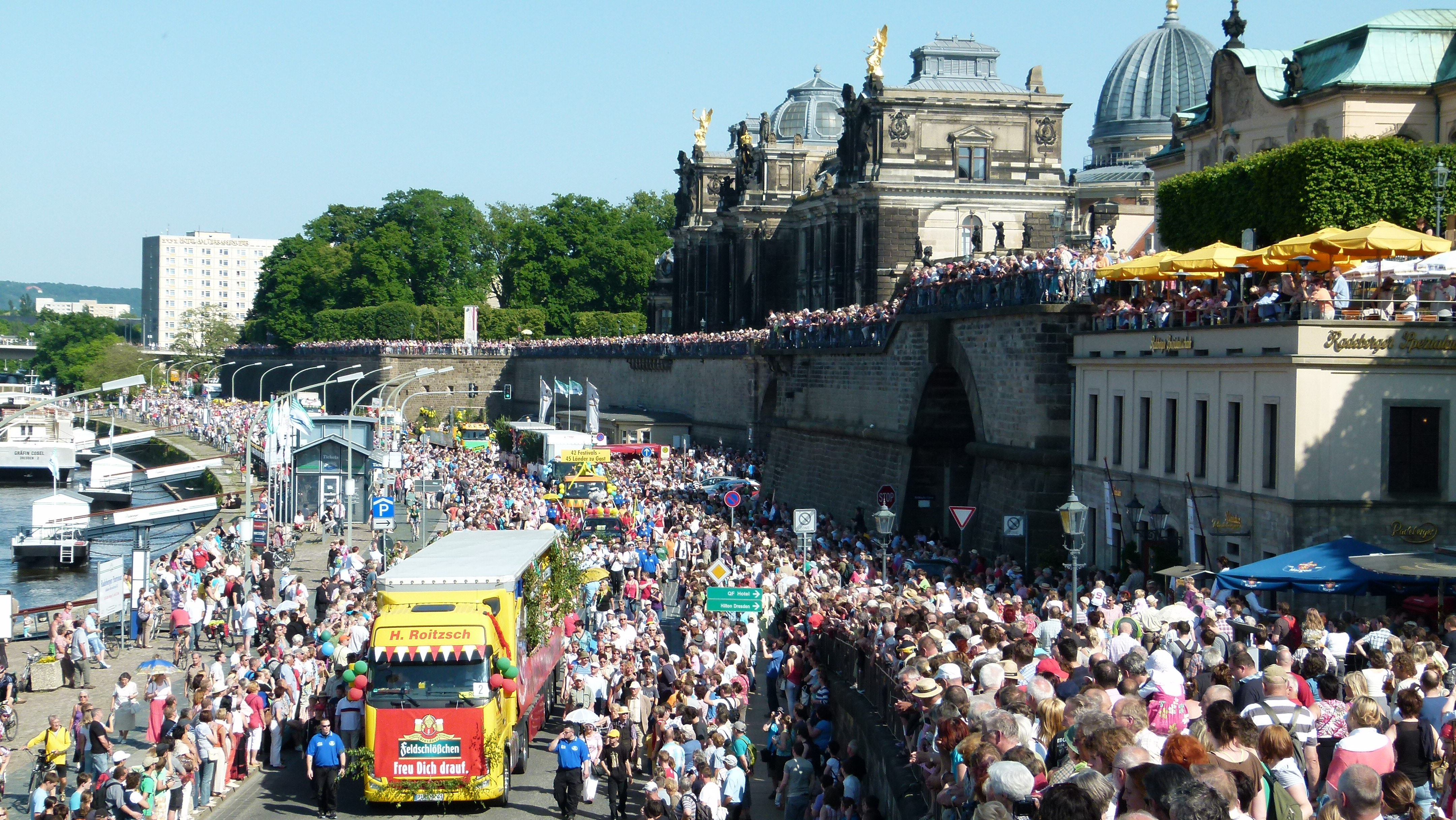
Dixieland-Parade des 42. Dixieland-Festivals, 2012

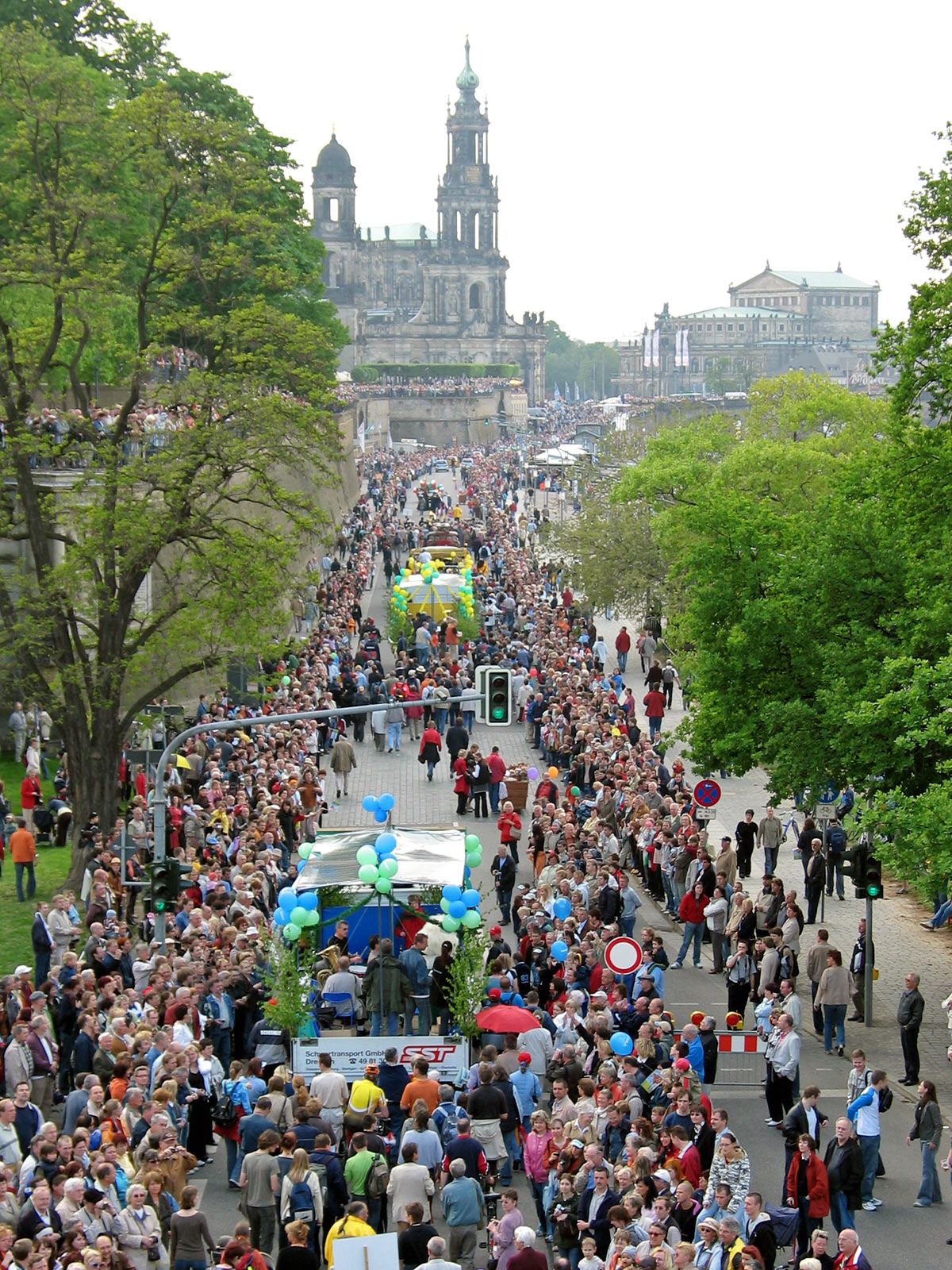
Dixieland-Parade 2006 entlang der Brühlschen Terrasse

Open-Air-Jazz auf der Freilichtbühne im Großen Garten

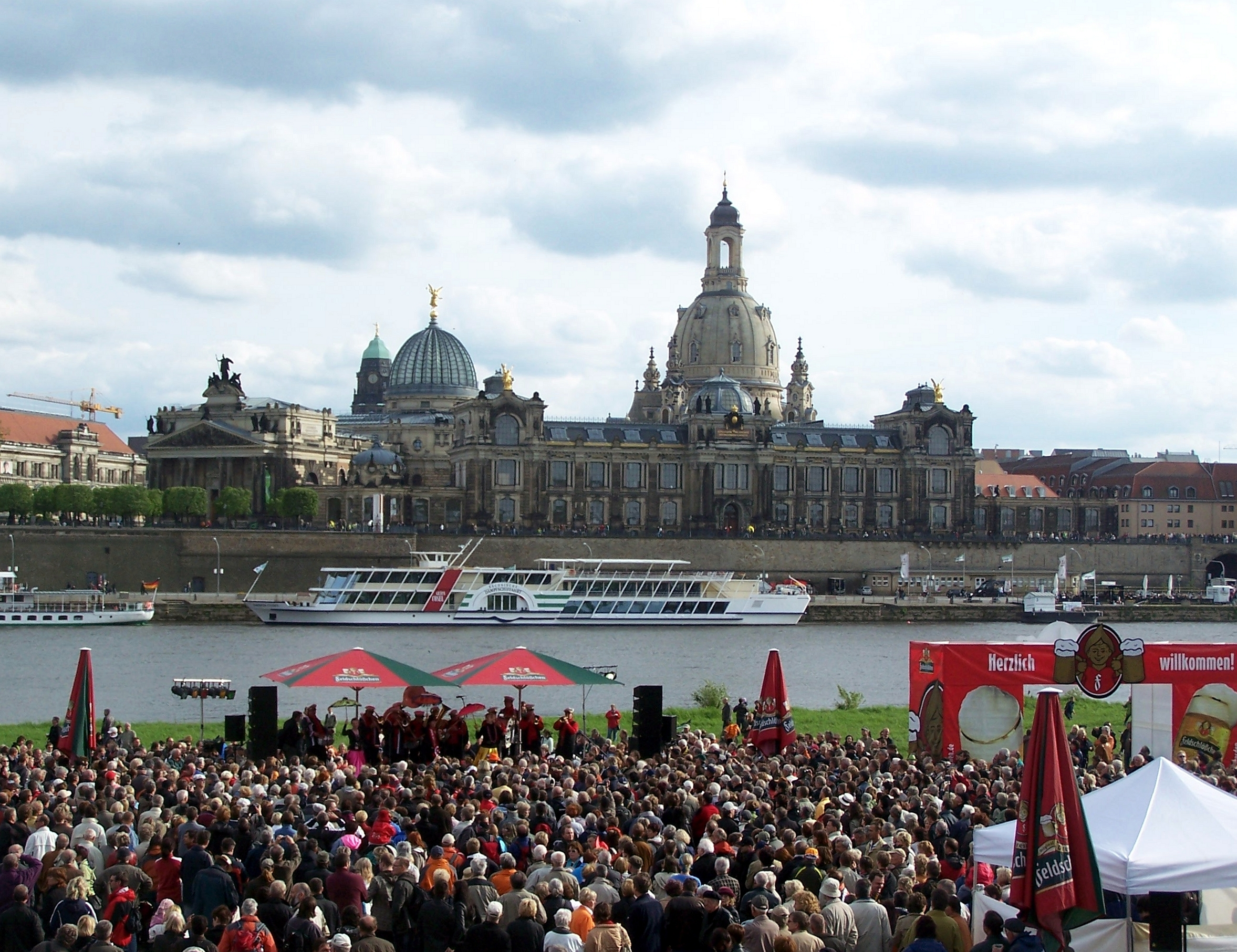
Abschluss-Session am Elbufer

Das Internationale Dixieland Festival Dresden ist eine seit 1971 jährlich im Mai stattfindende, mehrtägige Veranstaltungsreihe für Dixieland-Musik in Dresden. Es wurde auf Initiative von Karlheinz Drechsel, Joachim Schlese, Erich Knebel und anderen gegründet. Die Sächsische Festival Vereinigung e. V. wurde 1990 gegründet und ist seit diesem Zeitpunkt Träger und Veranstalter des Festivals. Leiter des Festivals war bis Mai 2022 Joachim Schlese, danach übernahm ein fünfköpfiges Organisationsteam. 2025 fand das 53. Festival statt.

## Veranstaltungen
Das Internationale Dixieland Festival Dresden findet jährlich für eine Woche im Mai statt. Aufgrund der Coronavirus-Pandemie wurde das 50. Festival von 2020 auf 2021 und dann auf 2022 verlegt.
Das Festival beginnt alljährlich mit Dixieland in Familie, einer Veranstaltung im Zoo Dresden. Dann kommt die Premiere einer neuen Folge vom Dixieland-ABC für Kinder im Rundkino. Neben vielen kleinen Events in Clubs, Bars und Restaurants (z. B. Bärenzwinger, Feldschlösschen Stammhaus, Konzertplatz Weißer Hirsch) haben unter anderem Veranstaltungen im Kulturpalast Dresden sowie Blues, Boogie & Swing im Flughafen Dresden einen festen Platz im Programm.
Mit einem „Willkommen an Bord“ startet traditionell auf der Elbe einer der jährlichen Höhepunkte, die Riverboat-Shuffle mit der Sächsischen Dampfschiffahrt, der größten und ältesten Raddampferflotte der Welt.
Am Samstagabend findet im Kulturpalast Dixieland International statt. Diese Veranstaltung wird von MDR 1 Radio Sachsen live übertragen.
Am letzten Wochenende spielen Bands dann auf verschiedenen Bühnen zwischen Hauptbahnhof und Altmarkt bei der Dresdner Jazzmeile inkl. auf dem Frühjahrsmarkt.
Am abschließenden Sonntag findet eine Open-Air-Gala in der Freilichtbühne Großer Garten (Junge Garde) statt. Das Finale des Internationalen Dixieland Festivals Dresden bildet die Dixieland-Parade durch die Innenstadt mit nachfolgender Abschluss-Session.

## Geschichte
Das erste Festival fand am Pfingstsonntag 1971 mit drei Dixielandbands aus der DDR und jeweils einer aus Polen, der Tschechoslowakei und Ungarn statt. Zur Eröffnung spielten die Jenaer Oldtimers. Zentrale Spielstätte des Festivals war seit 1971 der Kulturpalast. Gerade 900 Interessenten kamen im ersten Jahr. Schon im zweiten Jahr wurde das Festival auf zwei Tage ausgedehnt; es war – erstmals auch mit Bands aus dem Westen – beinahe ausverkauft. Ab 1974 wurde, auch um die internationale Beteiligung zu dokumentieren, jährlich eine Auswahl aus den Konzerten von Amiga auf Platte veröffentlicht. Das Festival entwickelte sich zu einem Prestigeobjekt für die Stadt.
1974 traten mit der Old Merry Tale Jazzband aus Hamburg und der Barrelhouse Jazzband aus Frankfurt erstmals Bands aus dem Westteil Deutschlands auf dem Festival auf. Als erste West-Berliner Band traten die Umbrella Jazzmen 1979 beim Dixieland Festival auf. Das Festival wurde um weitere Veranstaltungen außerhalb des Kulturpalastes erweitert und entwickelte sich mit jährlich um die 30.000 Besuchern zu einem Publikumserfolg; 1980 kamen zum 10. Jubiläum sogar 80.000 Menschen.
Neben der Musik ging es auch um „das internationale Flair während des Festivals mit dem Hauch der großen, weiten Welt.“ Bis zur Wende war es üblich, sogenannte Wartegemeinschaften zu bilden, bis die begehrten Eintrittskarten an den Vorverkaufsstellen erhältlich sind. Es gab Wartegemeinschaften, die bis zu 25 Jahre in ähnlicher Zusammensetzung existierten. Rekordverdächtig dabei war im Jahr 1989 eine maximale Wartezeit von 14 Tagen.
Der Kulturpalast stand wegen seines Umbaus seit 2013 mehrere Jahre nicht für das Festival mehr zur Verfügung – jedoch wieder ab 2018.
Zum 52. Festival 2024 spielten 38 Bands aus zehn Ländern, es kamen rund 340.000 Besucher. 
Zum 53. Festival 2025 spielten 42 Bands aus acht Ländern, es kamen rund 320.000 Besucher. Das Festival musste aufgrund der Kosten für Antiterrormaßnahmen in Höhe von 60.000 Euro die Jazzmeile verkleinern.

## Sonstiges
Im Rahmen des Festivals werden auch von anderen Veranstaltern zahlreiche Veranstaltungen durchgeführt. Im Jahr 2007 fand in Kooperation zwischen KIG e. V. und Dresden-Hepcats e. V. der erste Lindy-Hop-Workshop parallel zum Dixieland Festival statt. Seitdem wirkte das Festival als Attraktion für Lindy-Hop und Balboa-Tänzer.